# Scandale de Yazoo Land

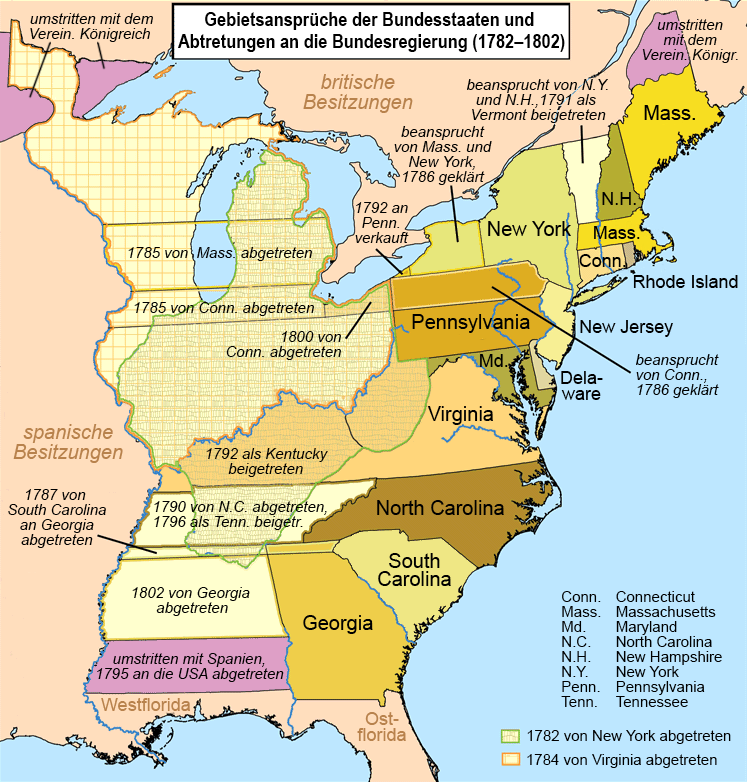
Le territoire contesté entre le New Hampshire et New York a formé, en 1777, le pays indépendant du "New Connecticut" (rebaptisé plus tard "Vermont") qui a finalement été admis en tant que 14e État en 1791. Les litiges frontaliers entre États qui ont été résolus avant l'indépendance des États-Unis ne sont pas indiqués.

Le scandale de Yazoo Land est un épisode de l'histoire des États-Unis : il a déclenché en 1785 une violente polémique contre l'attribution à d'ex-généraux de l'armée américaine de terres vierges, un peu au nord de l'embouchure du Mississippi, dans le district de Nachez, autour de l'ex-Fort Rosalie construit du temps des Français. Plusieurs fois annulées, ces attributions de terre, qui serviront aux premières grandes plantations de coton, seront finalement déclarées légales par la Cour Suprême au nom du principe juridique de la continuité des contrats.
Alors que la déclaration d'indépendance des États-Unis de 1776 avait amené l'Angleterre à promettre aux Amérindiens de ne jamais franchir les Appalaches pour rallier leur soutien dans la guerre d'indépendance, le scandale de Yazoo Land démarre en 1785 au tout début de la conquête de l'Ouest. C'est l'époque où la population blanche des États-Unis se limite à deux millions de personnes, dont seulement 150 000 esclaves, habitant à 95 % sur moins de 4 % de l'actuel territoire des États-Unis, essentiellement sur la côte nord-est, derrière la frontière naturelle des Appalaches.

## La création duComté de Bourbon
En 1785, le gouverneur de Géorgie George Mathews signe le Bourbon County Act, du nom des rois de France qui possédaient auparavant, via leur financier Antoine Crozat, le secteur agricole de Fort Rosalie, pris aux indiens lors de la guerre des Natchez là où les terres commencent à être protégées des crues du Mississippi. Cet éphémère comté est bien différent des deux actuels comtés de Bourbon, dans le Kansas et le Kentucky. La loi organise l'attribution à un groupe de généraux et de parlementaires de terres, le long du Mississippi et de ses affluents, les Yazoo River, autour du site actuel de Natchez. Une société secrète appelée Combined Society est formée, avec pour but de gagner de l'argent en usant de l'influence sur les politiciens de l'État de Géorgie.
En 1788, le nouvel état fédéral annule le Bourbon County Act et dissout le comté de Bourbon dont les terres environnantes doivent rester aux mains des Espagnols, pour partie, et des Amérindiens. Mais en 1789, trois nouvelles compagnies sont créées, The South Carolina Yazoo Company, The Virginia Yazoo Company, dirigée par Patrick Henry et la Tennessee Company pour acheter de la terre auprès de l'assemblée de Georgie, l'autorité politique la moins éloignée. Le gouverneur Telfair signe un texte leur donnant 80 000 kilomètres carrés pour seulement 2,50 dollars par kilomètre carré. Comme elles paient en vieille monnaie dévaluée, l'accord est annulé.
Il s'agissait d'investissement spéculatif pour valoriser les terres vierges aux États-Unis, au même titre que la Transylvania Company, qui finança les expéditions de Daniel Boone ou la Holland Land Company, fondée en 1791 et cotée à la Bourse d'Amsterdam.

## La spéculation sur les terres à coton s'accélère en 1793
En 1793, Eli Whitney invente une égreneuse pour séparer la graine du coton de sa fibre, facilitant une tâche qui exigeait alors beaucoup de main-d’œuvre et relançant la spéculation sur les terres à coton, d'autant que la Bourse de Wall Street s'est constituée en 1792 de façon informelle, à New York, sous la forme d'une assemblée de courtiers. La même année, la Révolution française abolit l'esclavage (ce n'est pas en 1792 que la France abolit - une première fois- l'esclavage, mais le 4 février 1794, par un vote de l'Assemblée). Des milliers de blancs français fuient Saint-Domingue dans laquelle les esclaves ont entamé le 22 août 1791 l'insurrection qui aboutira, le 1er janvier 1804, à la fondation d'Haïti. C'est sûrement cette insurrection qui est à l'origine de la fuite des blancs qui s'installent à La Nouvelle-Orléans.
La Louisiane, qui ne deviendra l'un des États des États-Unis qu'en 1803 voit progressivement arriver plus de 10 000 créoles blancs d'Haïti, selon Carl A. Brasseaux, historien et directeur du Centre d'études louisianaises de Lafayette. Ils apportent leurs capitaux et leur connaissance de l'économie de plantation, tandis que l'histoire de la culture du coton accélère grâce aux succès des premiers entrepreneurs du coton britannique, qui contribue aussi à la spéculation sur les actions des sociétés opérant des canaux, la canalmania, exactement à la même époque, mais à la Bourse de Londres.

## Une bataille judiciaire historique pour le droit américain
En 1794, quatre autres sociétés voient le jour, la Georgia Company, la Georgia-Mississippi Company, l'Upper Mississippi Company et la new Tennessee Company, qui tentent d'obtenir 160 kilomètres carrés pour 500 000 dollars. Cette opération est dénoncée par le futur sénateur James Jackson, qui se fait élire grâce à une virulente campagne contre le scandale. Le texte est symboliquement brûlé en public, dès qu'il est élu, en 1796.
La bataille se poursuit devant les tribunaux. La Cour Suprême décide en 1810, dans le célèbre arrêt Fletcher contre Peck que le gouvernement ne peut se dédire aussi violemment et rapidement. Les acheteurs de terre peuvent les récupérer. Les juges veulent rappeler à la jeune république américaine, soumise à l'émergence de phénomènes de corruption, qu'elle doit assurer la cohérence, la transparence et la continuité de ses décisions. Son feu vert à l'annexion des terres accélère la spéculation sur les terres à coton dans tout le sud des États-Unis, jusqu'à la déportation en 1830 des indiens à l'ouest du Mississippi.